# Szczekuszka urwiskowa
Szczekuszka urwiskowa (Ochotona iliensis) – odkryty w 1983 roku roślinożerny gatunek ssaka z rodziny szczekuszkowatych występujący endemicznie w masywie Borohoro Shan położonym w chińskiej części systemu górskiego Tienszan, w autonomicznym regionie Sinciang. Międzynarodowa Unia Ochrony Przyrody nadała szczekuszce urwiskowej status gatunku zagrożonego.

## Historia odkrycia
Szczekuszka urwiskowa została odkryta w 1983 roku przez Li Weidonga z Xinjiang Academy of Environmental w Urumczi. W 1983 i 1985 naukowcy schwytali zwierzęta, których zbadanie pozwoliło na opublikowanie w 1986 pierwszego naukowego opisu gatunku (Li & Ma, 1986). Holotyp, okaz samicy schwytanej 5 sierpnia 1983 na zboczu góry Nilka, na wysokości 3200 m n.p.m. oznaczono numerem 83001. Holotyp wraz z paratypem oznaczonym 85004 (samica, schwytana 14 sierpnia 1985 w tej samej okolicy na wysokości 3300 m n.p.m.) zostały zachowane w stacji epidemiologicznej prefektury Ili (Ili Prefecture Health and Antiepidemic Station) w Yining. Paratyp (samiec, schwytany 13 sierpnia 1985 w tym samym miejscu) oznaczony nr. 85003 został przekazany do Instytutu Zoologii Chińskiej Akademii Nauk w Pekinie. Przez kolejne dziesięć lat prowadzono badania odkrytych szczekuszek w zakresie zasięgu geograficznego, ekologii, trybu życia i zwyczajów żywieniowych, lecz gatunek nadal jest zaliczany do stosunkowo mało poznanych.
Angielska nazwa Ili Pika oraz epitet gatunkowy iliensis są eponimami honorującymi prefekturę Ili, z której pochodzi Li Weidong.

## Morfologia
Szczekuszki urwiskowe są ssakami o średniej wielkości. Całkowita długość ciała (tułów z głową) osiąga 20,3–20,4 cm, przy masie ciała 216,5–250 g. Uszy mają długość 36–37 mm, a tylne kończyny 42–43 mm. Obydwa te wymiary są największe wśród gatunków z rodzaju Ochotona. Sierść zwierząt ma jasne wybarwienie z dużymi rdzawo-czerwonymi plamami na czole i na boku szyi. Największy wymiar czaszki osiąga długość około 45 mm. Głowa szczekuszki urwiskowej przypomina z wyglądu głowę pluszowego niedźwiadka.

## Ekologia
Szczekuszki urwiskowe są roślinożercami, o dwuetapowej metodzie trawienia pokarmu. Żywią się trawami, ziołami i innymi górskimi roślinami. Siedlisko stanowią lekko nachylone ściany skalne i urwiska z szeregiem szczelin, które służą zwierzętom jako nory. Nie komunikują się za pomocą dźwięków.

## Tryb życia
Szczekuszki urwiskowe są aspołeczne. Wiodą samotniczy tryb życia lub żyją w małych populacjach. Są naziemne. Zasadniczo wiodą dzienny tryb życia, ale mogą być także aktywne nocą. Najprawdopodobniej samica rodzi tylko jedno lub dwa młode w ciągu roku.

## Rozmieszczenie geograficzne
Szczekuszki urwiskowe występują endemicznie w masywie Borohoro Shan położonym w chińskiej części systemu górskiego Tienszan, w autonomicznym regionie Sinciang, na wysokości 2800–4100 m n.p.m. Zasięg występowania gatunku jest szacowany na mniej niż 20 000 km², lecz powierzchnia łagodnie nachylonych ścian skalnych, które stanowią siedlisko szczekuszki urwiskowej, stanowiła w 2005 r. tylko 17% tego obszaru. Z tego powodu inwentaryzacja populacji tych zwierząt jest utrudniona, a poszczególne populacje są znacznie pofragmentowane.

## Zagrożenia i ochrona
Według Międzynarodowej Unii Ochrony Przyrody szacowana liczebność populacji w początku lat 90. XX wieku nie przekraczała 2000 osobników. W 2005 podjęta została próba weryfikacji liczebności gatunku, która wykazała, że na przestrzeni 10 lat obszar zasiedlany przez O. iliensis zmniejszył się do 57% terenów zamieszkanych wcześniej. Przyczyny tak znacznego spadku liczebności nie są znane, ale prawdopodobny wpływ ma presja związana ze zwiększaniem zasięgu wypasu zwierząt hodowlanych oraz zanieczyszczenie środowiska. Ze względu na rozproszenie i małą liczebność populacji oraz niską stopę przyrostu reprodukcyjnego gatunek ma małe szanse na odbudowanie liczebności i przełamanie niekorzystnego trendu spadkowego. Nie są podejmowane żadne czynne działania ochronne. Szczekuszka urwiskowa uzyskała status gatunku zagrożonego.